# Pablo Lyle
Pablo Daniel Lyle López  (Mazatlán, Sinaloa, Mexikó, 1986. november 18. –) mexikói színész.

## Élete és pályafutása
1986. november 18-án született. 
Első szerepét 2006-ban kapta a Código postalban. 2009-ben megkapta Baldomero Perea szerepét a Verano de amor című telenovellában. 2011-ben az Una familia con suerte című sorozatban Pepe szerepét játszotta. 2012-ben a Cachito de cielo című telenovellában Matías Salazar szerepét játszotta.

## Filmográfia
| Év   | Eredeti Cím            | Cím            | Szerep                                                |
| ---- | ---------------------- | -------------- | ----------------------------------------------------- |
| 2006 | Código postal          |                |                                                       |
| 2009 | Verano de amor         |                | Baldomero 'Baldo' Perea Olmos                         |
| 2011 | Una familia con suerte |                | José 'Pepe' López Torres                              |
| 2012 | Cachito de cielo       |                | Matías Salazar Silva / Matías Landeros Silva          |
| 2013 | Por siempre mi amor    |                | Esteban Córdova Gutiérrez / Esteban Narváez Gutiérrez |
| 2014 | La sombra del pasado   | A múlt árnyéka | Cristóbal Mendoza Santana                             |
| 2016 | Corazón que miente     |                | Alonso Ferrer Castellanos                             |
| 2017 | Mi adorable maldición  |                | Rodrigo Villavicencio Solana                          |